# David Baron
L. David Baron (* 4. července 1980) je hlavní programátor vykreslovacího (renderovacího) jádra Gecko, které pro vykreslování webových stránek používají webové prohlížeče jako Mozilla Firefox či Flock. Je zaměstnanec Mozilla Corporation, členem skupiny WaSP a členem některých pracovních skupin W3C.